# Beutelsbach
Beutelsbach es un municipio situado en el distrito de Passau, en el estado federado de Baviera en Alemania. Dispone de una población, a finales de 2016, de unos 1130 habitantes.
Se encuentra ubicado al este del estado, en la región de Baja Baviera, cerca de la orilla del Danubio y de la frontera con Austria.